# تشخيص فيروس نقص المناعة البشرية

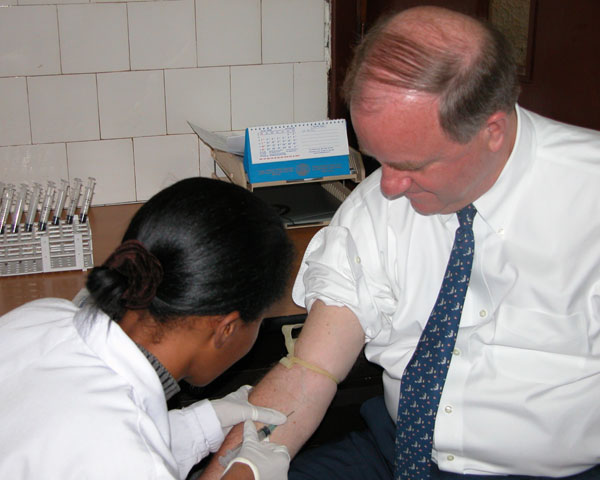
راندال توبياس المنسق العالمي السابق للإيدز في الولايات المتحدة يجري اختبار علنا لفيروس نقص المناعة البشرية في إثيوبيا في محاولة للحد من وصمة اختباره.

تُستخدم اختبارات فيروس نقص المناعة البشرية (HIV) للتحقق من وجود فيروس نقص المناعة البشرية، وهو الفيروس الذي يسبب متلازمة نقص المناعة (الإيدز) في مصل الدم، واللعاب، والبول. وقد ترصد مثل هذه الاختبارات جسيمات مضادة، أو مولدات الضد، أو حمض نووي ريبوزي. 

## تشخيص الإيدز
يتم تشخيص الإيدز منفصلاً عن ال HIV

## المصطلحات
النافذة الزمنية هي المدة ما بين الإصابة واكتشاف الفحص لأي تغييرات، ومتوسط النافذة الزمنية في فحوصات الجسم المضاد HIVـ1 هي 25 يوما للنوع (ب)، بينما تقطع فحوصات مولدات المضادات النافذة الزمنية إلى ما يقارب 16 يوماً، وتقلل فحوصات الحمض النووي المدة إلى 12 يوم.
وغالباً ما يتم وصف أداء الفحوصات الطبية من ناحيتين:
- الحساسية: نسبة النتائج الموجبة عند وجود فيروس نقص المناعة المكتسب (HIV)
- النوعية: نسبة النتائج السالبة عند عدم وجود فيروس نقص المناعة المكتسب (HIV)

وجميع التشخيصات الطبية لها حدود، ويؤدي استعمالهم في بعض الأحيان إلى نتائج خاطئة أو مشكك في صحتها.
- الإيجابي الخاطيء: يشير الفحص بشكل خاطيء إلى أن فيروس نقص المناعة المكتسب (HIV) موجود في شخص غير مصاب به.
- السلبي الخاطيء: يشير الفحص بشكل خاطيء إلى أن فيروس نقص المناعة المكتسب (HIV) غير موجود في شخص مصاب به.

وقد تؤدي التفاعلات غير المحددة، أو فرط جاما غلوبين الدم، أو وجود أجسام مضادة موجهة لعوامل إصابة أخرى من الممكن أن تكون مولدات الضد الخاصة بها مشابهة لفيروس نقص المناعة المكتسب، إلى نتائج إيجابية خاطئة، كما أن أمراض المناعة الذاتية، مثل: الذئبة الحمامية الشاملة، نادراً ما تسبب نتائج إيجابية خاطئة، وكانت معظم النتائج السلبية الخاطئة بسبب النافذة الزمنية.

## المباديء

### فحص دم المتبرع والفحوصات الخلوية
يجب أن توفر الفحوصات المختارة لفحص دم المتبرع ونسيجه درجة عالية من الثقة بأن فيروس نقص المناعة البشرية (HIV) سوف يتم رصده واكتشافه إن وُجِدَ (لذا الحساسية العالية مطلوبة)، وتستخدم بنوك الدم في البلاد الغربية مزيج من الأجسام المضادة، ومولدات الضد، والأحماض النووية. وقدّرت منظمة الصحة العالمية (WHO) عام 2000 أن فحوصات الدم الغير ملائمة قد تسببت في مليون حالة إصابة جديدة بفيروس نقص المناعة البشرية حول العالم.
وفي الولايات المتحدة الأميريكية، تأمر إدارة الغذاء والدواء بفحص جميع الدم الذي تم التبرع به من أجل الالتهابات والفيروسات، ومن ضمنها فيروس نقص المناعة البشرية (HIVـ1، وHIVـ2) باستخدام مزيج من فحوصات الأجسام المضادة (مقايسة امتصاصية للإنزيم المرتبط) وفحوصات الحمض النووي السريعة (NAT)، يالإضافة إلى الاختيار الحذر للمتبرع. واعتبارا من عام 2001، كانت تقدّر خطورة نقل الدم المصاب بفيروس نقص المناعة البشرية (HIV) بواحد من كل 2.5 مليون عملية نقل دم.

### تشخيص الإصابة بفيروس نقص المناعة البشرية (HIV)
تتطلب الاختبارات المستخدمة لتشخيص الإصابة بفيروس نقص المناعة البشرية (HIV) في شخص معيّن دقة عالية من حيث الحساسية والنوعية. ويتم ذلك في الولايات المتحدة الاميريكية من خلال استخدام خوارزمية تمزج بين اختبارين لأجسام فيروس نقص المناعة البشرية المضادة، وإذا تم رصد الأجسام المضادة من خلال الفحص المبدئي المعتمد على طريقة المقايسة الامتصاصية للإنزيم المرتبط (ELSIA)، يتم عمل فحص آخر باستخدام تحليل بقع ويسترن لتحديد حجم مولدات الضد في عدة الفحص المرتبطة بالأجسام المضادة، ويعتبر المزيج بين الفحصين طريقة عالية الدقة والصحة (انظر في الأسفل).

### حقوق الإنسان
تنص سياسة UNAIDS/WHO الخاصة بفحص فيروس المناعة البشرية أن الحالات التي يمر فيها الأشخاص باختبارات فيروس نقص المناعة البشرية يجب أن تكون مرتكزة على نهج حقوق الإنسان الذي يحترم مبادئ أخلاقيات الطب، ووفقاً لهذه المباديء، يجب أن يكون سير اختبار فيروس نقص المناعة البشرية HIV لكل فرد:
- سرّي/خاص
- مصاحب بتقديم المشورة (للأفراد الذين تم تشخيصهم بإجابية)
- يُجرى بموافقة الشخص الذي يتم فحصه

### الخصوصية
يوجد جدال كبير حول أخلاقية إلزام مقدمي الرعاية الصحية بإعلام الشريك الجنسي للمصاب بـ (HIV) بأنهم معرضون لخطر الإصابة بالفيروس، وتمنع بعض سلطات القضاء القانونية هذا الإفشاء، بينما لا يمنع البعض الآخر. وتستخدم أكثر الاختبارات المموَلة من الدولة وثائق خاصة لهذه الاختبارات، مما يسمح بمراقبة الأفراد المصابين بشكل أسهل مقارنةً بالاختبارات المجهولة التي لديها رقم مربوط بنتائج الاختبار الإيجابية، ومازال الجدال قائم على مشاكل الخصوصية.
وفي البلدان المتطورة، اختبار فيروس نقص المناعة البشرية والاستشارة المعتمدة على المنزل HBHTC هو أسلوب ناشيء لمشاكل الخصوصية، حيث يسمح ذلك الأسلوب للأفراد والأزواج والعائلات بالتعرف على حالة فيروس نقص المناعة البشرية لديهم في خصوصية ملائمة لمحيطهم. واختبارات فيروس نقص المناعة البشرية السريعة هي الأكثر استخداما؛ لأن النتائج تكون متاحة للعميل خلال 15 إلى 30 دقيقة، كما أنه عندما يتم إبلاغ العميل عن نتيجة فيروس نقص المناعة البشرية HIV الإيجابية، يتم توفير خدمات للوقاية والعناية والعلاج منه من قِبَل HTC.

### الاختبارات المجهولة
يكون لدى العينات التي يتم إيصالها للمختبر رقم فقط على الأنبوبة، ولا تحمل العينات التي يتم تأكيد إيجابيتها اسم الفرد المصاب على الأنبوبة، وتقوم المواقع التي توفر هذه الخدمة بالترويج للاختبار بهذه الخاصية.

### توصيات الاختبارات الروتينية
من أحدث معايير الرعاية في الولايات المتحدة الأمريكية فحص جميع المرضى من أجل فيروس نقص المناعة المكتسبة في جميع مرافق العناية الصحية. وفي عام 2006، أعلنت مراكز مكافحة الأمراض واتقائها عن مبادرة الاختبار الروتيني الاختياري لجميع الأمريكيين الذين تتراوح أعمارهم بين 13-64 عام خلال لقاءات الرعاية الصحية، وكان هناك ما يقدر بـ25٪ من الأشخاص المصابين يجهلون حالتهم، وفي حال نجاح المبادرة، كان من المتوقع أن الجهود المبذولة ستحد من الإصابات الجديدة بنسبة 30٪ سنويا. وتُوصي مراكز مكافحة الأمراض بالقضاء على متطلبات الموافقة الخطية أو المشورة قبل الاختبار؛ لأنها تعد كحواجز لانتشار الاختبار الروتيني. وفي عام 2006، نفذت الرابطة الوطنية لمراكز الصحة المجتمعية نموذجا للتقدم مجانا لاختبار فيروس نقص المناعة البشرية السريع لجميع المرضى الذين تتراوح أعمارهم بين 13 و64 عام خلال زيارات الرعاية الطبية وخدمات طب الأسنان الأساسية الروتينية، وزاد البرنامج من معدلات الاختبار بنسبة 66٪ من 17237 مريض مشارك في الدراسة وافقوا على الاختبار (تم اختبار 56٪ لأول مرة). وفي سبتمبر 2010، أصبحت نيويورك أول ولاية تطلب أن تقدم المستشفيات والرعاية الأولية اختبار فيروس نقص المناعة البشرية لجميع المرضى الذين تتراوح أعمارهم بين 13 و64 عاما، ووجد تقييم لتأثير القانون أن الاختبارات ازدادت بشكل كبير في جميع أنحاء الدولة.

## اختبارات الأجسام المضادة
صُمِمَت اختبارات الأجسام المضادة لفيروس نقص المناعة البشرية خصيصا للاختبار التشخيصي الروتيني للبالغين، وهذه الاختبارات رخيصة ودقيقة للغاية.

### النافذة الزمنية
قد تُعطي اختبارات الأجسام المضادة نتائج سلبية كاذبة خلال النافذة الزمنية (عدم اكتشاف أجسام مضادة على الرغم من وجود فيروس نقص المناعة البشرية)، وهي عبارة عن فاصل زمني من ثلاثة أسابيع إلى ستة شهور في الفترة ما بين الإصابة بالفيروس وإنتاج الأجسام المضادة القابلة للقياس عند التحول المصلي بسبب فيروس نقص المناعة البشرية، ويطور معظم الناس أجسام مضادة يمكن اكتشافها بعد حوالي 30 أيام من العدوى، وإن كان البعض يكون الأجسام المضادة بعد أكثر من ذلك، والغالبية العظمى من الناس (97٪) يكون لديهم أجسام مضادة يمكن اكتشافها قبل ثلاثة أشهر بعد الإصابة بفيروس نقص المناعة البشرية، بينما النافذة الزمنية التي تمتد لستة أشهر أمر نادر الحدوث للغاية مع اختبار الأجسام المضادة الحديث. وخلال فترة النافذة، يمكن للشخص المصاب نقل الفيروس إلى أشخاص آخرين على الرغم من أن إصابتهم بفيروس نقص المناعة البشري قد لا تكون قابلة للكشف بواسطة اختبار الأجسام المضادة. ويمكن أن يؤخر العلاج المضاد للفيروس خلال فترة النافذة تشكيل الأجسام المضادة، وتمديد فترة النافذة لأكثر من 12 شهر، ولم يكن ذلك هو الحال مع المرضى الذين خضعوا للعلاج الوقائي بعد الإصابة بالفيروس، ويجب أن يخضع هؤلاء المرضى لاختبارات المقايسة الامتصاصية للإنزيم المرتبط على فترات مختلفة بعد انتهاء دورة العلاج المعتادة لمدة 28 يوما، وتمتد أحيانا خارج فترة النافذة المحفوظة وهي 6 أشهر. وقد تسفر اختبارات الأجسام المضادة أيضا عن نتائج سلبية كاذبة في المرضى الذين يعانون من فقد غاما غلوبولين الدم المرتبط بالكروموسوم إكس، لذا يجب أن تُستخدم اختبارات تشخيصية أخرى في هؤلاء المرضى.
وتم الإبلاغ عن ثلاث حالات تأخر فيها التحويل المصلي لفيروس نقص المناعة البشرية حدثت للعاملين في مجال الرعاية الصحية، حيث كانت نتيجة اختبار الأجسام المضادة للفيروس سلبية بعد أكثر من 6 أشهر من التعرض، لكنها أصبحت إيجابية في غضون 12 شهر بعد التعرض. وأكد تسلسل الحمض النووي مصدر العدوى في حالة واحدة، بينما ارتبط اثنان من الذين تأخر فيهما التحويل المصلي بالتعرض في نفس الوقت لفيروس التهاب الكبد C، وارتبطت إحداهما بسرعة مسار مرض التهاب الكبد الوبائي القاتل. ومع ذلك، فإنه ليس من المعروف ما إذا كان فيروس التهاب الكبد يؤثر بشكل مباشر على خطر الإصابة أو مسار عدوى فيروس نقص المناعة البشرية أو هو علامة لعوامل التعرض الأخرى المرتبطة به.

### مقايسة امتصاصية للإنزيم المرتبط
كانت المقايسة الامتصاصية للإنزيم المرتبط (ELISA) أول اختبار فحص تم استخدامه لفيروس نقص المناعة البشرية، وهو ذا حساسية عالية.
يضاعف مصل الشخص في هذا الاختبار 400 ضعف، ويتم وضعه على طبق به مولدات الضد لفيروس نقص المناعة البشرية، وإذا كانت الأجسام المضادة لفيروس نقص المناعة البشرية موجودة في المصل، فسترتبط بها مولدات الضد لفيروس نقص المناعة البشرية. ثم يتم غسل الطبق لإزالة كافة المكونات الأخرى للمصل، ثم يتم إضافة «أجسام مضادة ثانوية» (تربط بالأجسام المضادة للإنسان) إلى الطبق، ثم يُغسَل، ويرتبط ذلك الجسم المضاد الثانوي كيميائيا مسبقا بإنزيم، وهكذا يكون الطبق به كميات من الإنزيم بما يتناسب مع كميات الأجسام المضادة الثانوية المرتبطة بالطبق، ثم يتم إضافة ركيزة للإنزيم، ويؤدي التحفيز بواسطة الإنزيم إلى تغير في لون. وقد سجلت نتائج اختبارات المقايسة الامتصاصية للإنزيم المرتبط كعدد أن الجانب الأكثر إثارة للجدل من هذا الاختبار هو تحديد نقطة «الفصل» بين النتيجة الإيجابية والسلبية.

### دونجل المقايسة الامتصاصية للإنزيم المرتبط
وقد أنتج الباحثون من جامعة كولومبيا دونجل (مفتاح رقمي) لاختبار ELISA له القدرة على اختبار فيروس نقص المناعة البشرية والزهري، ويمكن استخدامه في أي من الهواتف الذكية أو الحاسبات الآلية من دون بطارية إضافية، فقط يحتاج إلى 15 دقيقة لتحليل قطرة صغيرة من الدم، وتكلفة تصنيع دونجل هي فقط 34$ لكل واحدة.

### اختبار ويسترن

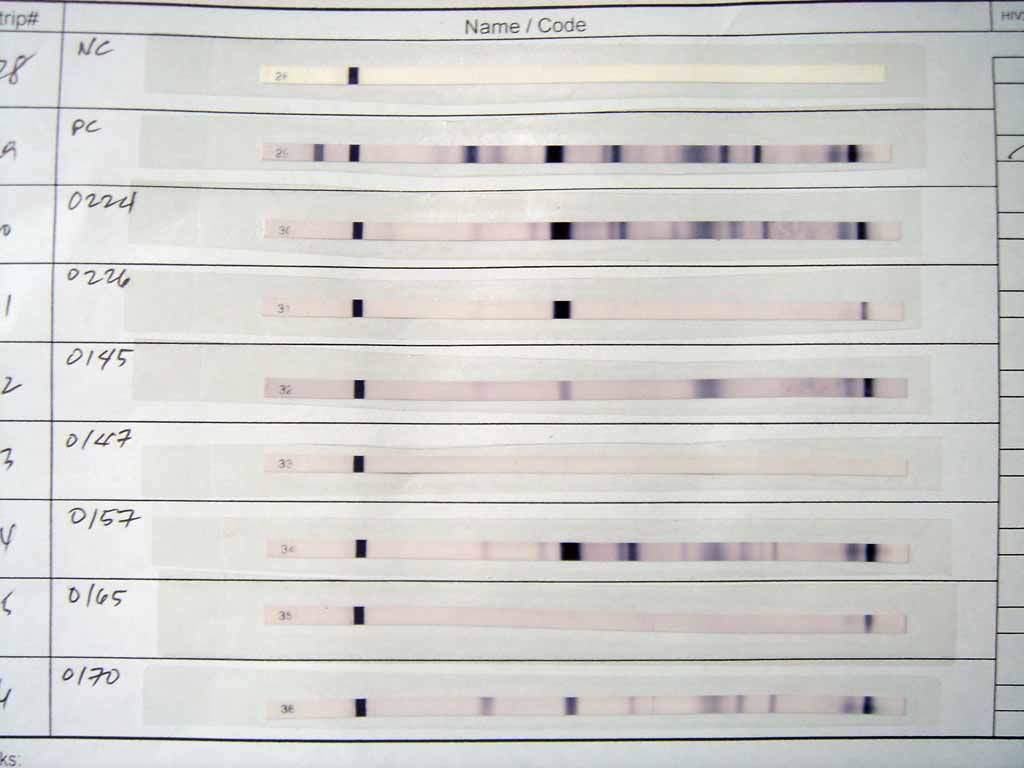
نتائج اختبار ويسترن. أول شريطتين هما مرجعان للسلبية والإيجابية، والشرائط الأخرى هي عبارة عن اختبارات حقيقية

يُعد اختبار ويسترن اختبارا للكشف عن الأجسام المضادة كما هو الحال مع اختبار ELISA. ولكن بعكس طريقة اختبار ELISA، يتم فصل البروتينات الفيروسية وتثبيتها في اختبار ويسترن، وفي خطوات لاحقة، يكون ارتباط الأجسام المضادة المصلية ببروتينات معينة من فيروس نقص المناعة البشرية مرئيًا. 
وتحديدًا، يتم فتح الخلايا المحتمل تأثرها بفيروس نقص المناعة البشرية، وتوضع البروتينات التي بداخلها في لوح من الهلام (جل)، ومن ثَم يمر بها تيار كهربائي، وسيؤدي هذا التيار الكهربائي إلى حركة البروتينات المختلفة بسرعات مختلفة تبعا لحجمها، بينما يتم معادلة شحنتها الكهربائية بواسطة سطح من دوديسيل كبريتات الصوديوم. وتحتوي بعض اختبارات ويسترن التجارية على بروتينات فيروس نقص المناعة البشرية بالفعل على شريط أسيتات السليولوز. وبمجرد أن تنفصل البروتينات جيدا، تُنقَل إلى الغشاء ويكتمل الإجراء بطريقة مشابهة لـELISA، حيث يتم وضع مصل المريض المخفف على الغشاء، وقد ترتبط الأجسام المضادة الموجودة في المصل مع بعض بروتينات فيروس نقص المناعة البشرية. وبالغسيل، تقع الأجسام المضادة التي لا ترتبط مع البروتينات، بينما تحدد الأجسام المضادة المرتبطة بالإنزيم القادرة على الارتباط بالأجسام المضادة للمريض أي بروتينات فيروس نقص المناعة البشرية يمتلك المريض أجسام مضادة ضدها.   
وليس هناك أي معايير عالمية لتفسير اختبار ويسترن، فقد يختلف عدد المجموعات الفيروسية التي يجب أن تكون موجودة، وإذا لم يتم الكشف عن المجموعات الفيروسية، ستكون النتيجة سلبية. ولكن إن وجدت على الأقل مجموعة فيروسية واحدة لكل مجموعة من مجموعات الجينات (GAG ،POL، ENV)، ستكون النتيجة إيجابية. ولا يعتمد اختبار ويسترن على الصحة العامة ولا على الممارسة السريرية بل يعتمد على نهج الجين الثلاثي، ويتم الإبلاغ عن الاختبارات التي يتم فيها الكشف عن عدد أقل من العدد المطلوب من المجموعات الفيروسية على أنها غير محددة، ويجب إعادة اختبار المريض الذي لديه نتيجة غير محددة، حيث من الممكن لاختباراته لاحقًا أن تكون ذات نتيجة حاسمة. وستكون نتيجة اختبار ويسترن إيجابية غالبًا لجميع المرضى المصابين بفيروس نقص المناعة البشرية التي كانت نتيجة اختبار ويسترن لهم غير محدد في نفس الشهر. ويكون الحصول على نتائج غير محددة لأكثر من مره على مدى ستة أشهر غالبًا ليس بسبب الإصابة بفيروس نقص المناعة البشرية. وفي المناطق منخفضة المخاطر الصحية للسكان، غالبًا ماتكون نتائج اختبار ويسترن الغير محددة 1 من كل 5000 مريض. غير أنه قد يثبت اختبار ويسترن غير الحاسم الإصابة بفيروس نقص المناعة البشرية-2 في أولئك المرضى الذين تكون نسبة تعرضهم لفيروس نقص المناعة البشرية-2 عالية وأكثر انتشارا.
وتنتج بروتينات فيروس نقص المناعة البشرية المستخدمة في اختبار ويسترن حمض نووي معاد التركيب خلال عملية تُسمى اختبار البقعة المناعية معادة التركيب.

### الاختبارات السريعة أو نقطة الرعاية السريرية

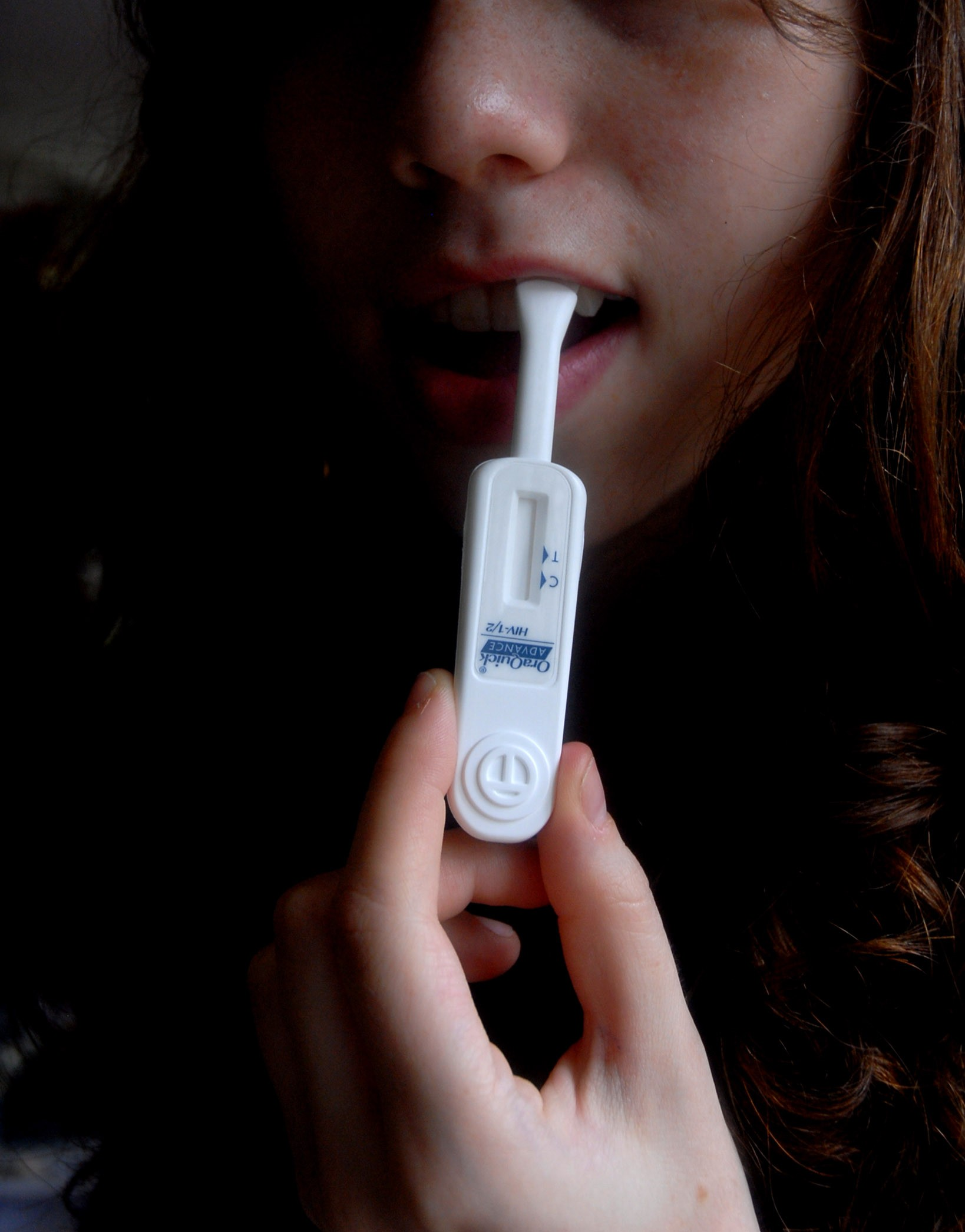
امرآة تقوم بعمل فحص الHIV السريع باستخدام الفم من خلال أداة Oraquick

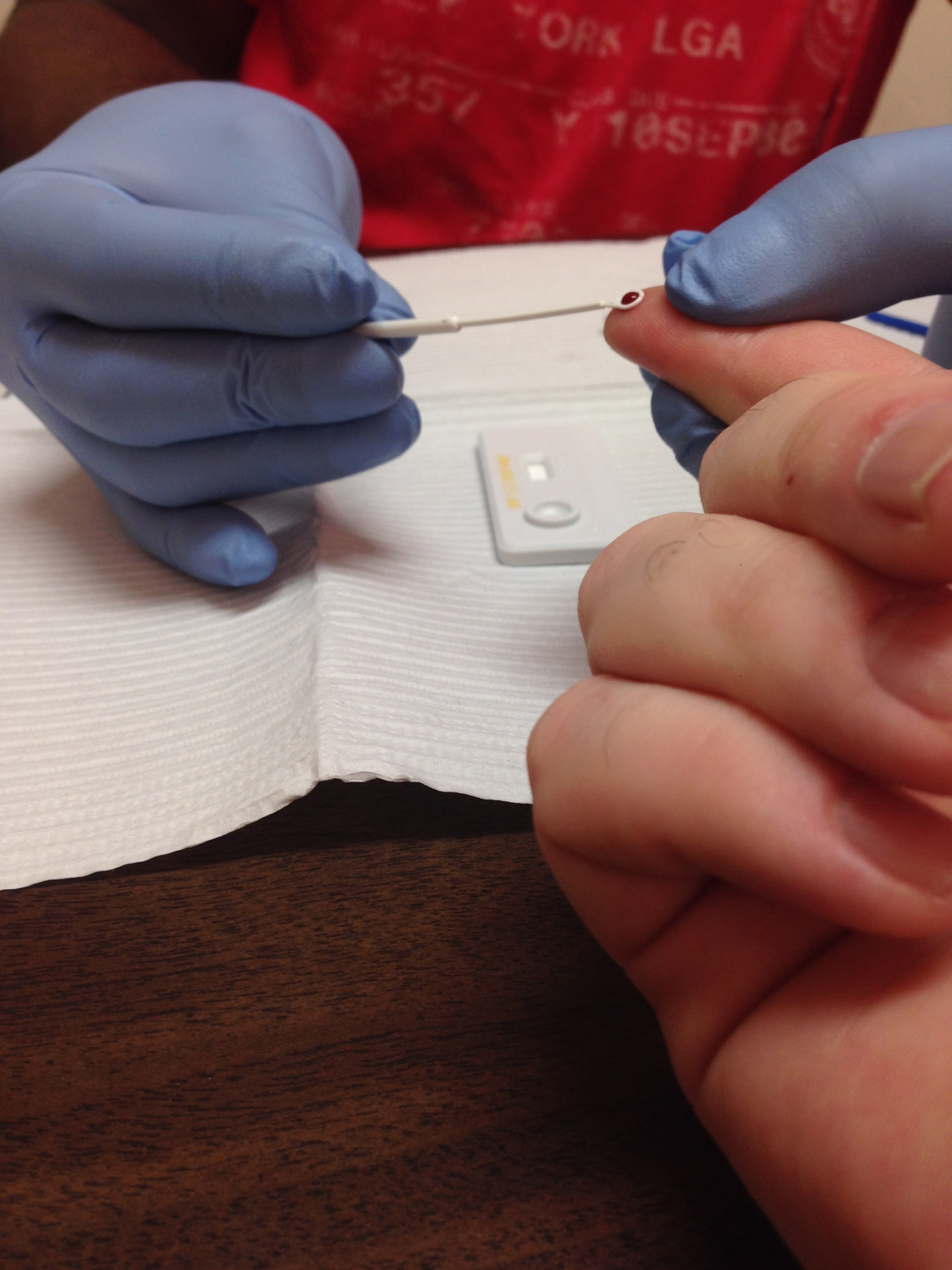
دم يتم سحبه لعمل فحوصات الHIV السريعة

اختبارات الأجسام المضادة السريعة هي اختبارات مناعية نوعية تميل إلى استخدام نقطة الرعاية السريرية؛ للمساعدة في اختبار وتشخيص العدوى بفيروس نقص المناعة البشرية، ويجب أن تُستخدم هذه الاختبارات مع وجود إشراف مركز طبي لمعرفة تاريخ وعوامل الخطر التي تخص المريض الذي تم اختباره. ولم يتم تقييم القيمة التنبؤية الإيجابية لاختبارات الأجسام المضادة السريعة في المناطق ذات السكان المعرضين لخطر قليل، وجب أن تُستخدم هذه الاختبارات في عدة خوارزميات مصممة للتحقق من صحة الإحصائية السريعة لنتائج اختبار فيروس نقص المناعة البشرية.
وإذا لم يتم اكتشاف أجسام مضادة خاصة بفيروس نقص المناعة البشرية، فلا يعني ذلك أن الشخص غير مصاب بعدوى فيروس نقص المناعة البشرية، حيث قد يستغرق الأمر عدة أشهر بعد الإصابة بفيروس نقص المناعة البشرية لإستجابة الجسم المضاد والتوصل إلى مستوى ممكن اكتشافه خلال اختبار الكشف السريع عن الأجسام المضادة لفيروس نقص المناعة البشرية، حيث لن يكون الوقت معبر عن حالة الإصابة الحقيقية. وفي معظم الناس، تصل الأجسام المضادة لفيروس نقص المناعة البشرية لمستوى يمكن اكتشافه بعد أسبوعين إلى ستة أسابيع. 
وعلى الرغم من أن هذه التجارب تعد تجارب عالية الخصوصية، يمكن أن تحدث نتائج إيجابية خاطئة؛ لذا فإن أي نتيجة إيجابية يجب تأكيدها في المختبر عن طريق اختبار ويسترن.

### تفسير فحص الأجسام المضادة
تحليل مقايسة الممتز المناعي المرتبط بالإنزيم (ELISA) ليس الطريقة الوحيدة لتشخيص فيروس نقص المناعة البشرية (HIV)، حتى وإن أشار التحليل إلى احتمالية كبيرة لوجود الجسم المضاد لفيروس نقص المناعة البشرية-1 (HIV-1). وفي الولايات المتحدة الأمريكية، لا تعتبر هذه النتيجة لتحليل مقايسة الممتز المناعي المرتبط بالإنزيم «إيجابية» حتى يتم تأكيدها بتحليل لطخة ويسترن. 
وتم تطوير تحليل مقايسة الممتز المناعي المرتبط بالإنزيم لتأكيد أن الدم المتبرَع به ليس ملوّث بفيروس نقص المناعة البشرية (HIV). لذلك لا يمكن الجزم بأن الدم المرفوض عند نقله بسبب كون نتيجة تحليل مقايسة الممتز المناعي المرتبط بالإنزيم إيجابية هو دم مصاب بفيروس نقص المناعة البشرية (HIV). وفي بعض الأحيان، قد يُعطي فحص المريض مرة أخرى في غضون شهور معدودة نتيجة سلبية لتحليل مقايسة الممتز المناعي المرتبط بالإنزيم؛ لذلك يتم التأكيد بتحليل لطخة ويسترن قبل أن يتم الإبلاغ بإيجابية نتيجة تحليل فيروس نقص المناعة البشرية.
وتكون النتائج الإيجابية الخاطئة الناتجة عن عوامل غير مرتبطة بالتعرض لفيروس نقص المناعة البشرية متواجدة في تحليل مقايسة الممتز المناعي المرتبط بالإنزيم أكثر من تواجدها في تحليل لطخة ويسترن، وقد تكون هذه النتائج الإيجابية الخاطئة مرتبطة ببعض الحالات المرضية كالأمراض والحساسيات الخطيرة الحديثة. وكان هناك موجة من النتائج الإيجابية الخاطئة للتحاليل في خريف 1991 وقع اللوم فيها بداية الأمر على تطعيمات الانفلونزا، التي تم استعمالها في موسم الإنفلونزا في ذلك الوقت، لكن بعض التحقيقات الجارية اقتفت أثر التفاعلية المتبادلة لأدوات الاختبار غير المتخصصة نسبيًا، ولا تدل هذه النتائج الإيجابية الخاطئة على خطورة الحالة على الصحة. وعند القيام الدمج بين تحليليّ مقايسة الممتز المناعي المرتبط بالإنزيم ولطخة ويسترن، تكون نسبة النتائج الإيجابية الخاطئة قليلة جدًا، بالإضافة إلى زيادة دقة التشخيص بشكل عالي (انظر بالأسفل).
تحليلات الأجسام المضادة لفيروس نقص المناعة البشرية (HIV) حساسة جدًا، مما يعني أنها تتفاعل بشكل تفضيلي مع الأجسام المضادة لفيروس نقص المناعة البشرية، لكن ليست جميع النتائج الإيجابية أو غير الحاسمة لتحليلات مقايسة الممتز المناعي المرتبط بالإنزيم تعني بأن الشخص مصاب بفيروس نقص المناعة البشرية (HIV)، ويجب أن يتضمن التقييمُ التاريخَ المرضي لخطر الإصابة بهذا المرض، والحكم السريري، بالإضافة إلى تحليل تأكيدي (لطخة ويسترن)، ويجب إعادة فحص أي فرد بنتائج تحليل غير حاسمة مرة أخرى في وقت لاحق.

### دقة تحليل فيروس نقص المناعة البشرية (HIV)
تحليل فيروس نقص المناعة البشرية الحديث دقيق بشكلٍ كبير، وتمت مراجعة أدلة مخاطر وفوائد فحص فيروس نقص المناعة البشرية (HIV) في يوليو 2005 من قِبَل فرقة الخدمات الوقائية الأمريكية، واستنتج المؤلفون أن:
يظل استخدام الفحص المناعي الإنزيمي المتفاعل مرارا وتكرارا متبوعا بلطخة ويسترن التأكيدية هو الطريقة القياسية لتشخيص العدوى بفيروس نقص المناعة البشرية-1. وقد أفادت دراسة واسعة لاختبار فيروس نقص المناعة البشرية في 752 مختبر بالولايات المتحدة حساسية للفحص المناعي الإنزيمي بنسبة 99.7٪ ونوعية بنسبة 98.5٪، وأفادت الدراسات على المتبرعين بالدم في الولايات المتحدة خصوصيات بنسبة 99.8٪ ونوعية بنسبة أكبر من 99.99 ٪، وتصل فرصة التعرف على الحالات الإيجابية الكاذبة مع لطخة ويسترن التأكيدية في البيئة منخفضة الانتشار إلى حوالي 1 من بين كل 250 ألف.
ويشير معدل الدقة المعطى هنا في فحوص كشف المقايسة المناعية الإنزيمية الغير مكلفة إلى أنه في 1000 نتيجة لتحليل فيروس نقص المناعة البشرية (HIV) لأشخاص ذوي صحة جيدة، سيكون تقريبًا 15 نتيجة منهم نتيجة إيجابية خاطئة، وقد يقلل تأكيد نتيجة التحليل (مثلًا: عن طريق إعادة التحليل مرة أخرى، لو كان هذا الخيار متاح) الاحتمالية القصوى للنتيجة الإيجابية الخاطئة إلى نتيجة واحدة لكل 250,000 تحليل معطى. وبالمثل، يشير معدل الحساسية إلى أنه في 1000 نتيجة لتحليل فيروس نقص المناعة البشرية (HIV) لأشخاص مصابين به، 3 فقط ستكون نتيجتهم سلبية خاطئة. واستنادًا إلى معدل انتشار فيروس نقص المناعة البشرية (HIV) في معظم مراكز الفحص في الولايات المتحدة الأمريكية، فإن القيمة التنبؤية السالبة لهذه الفحوصات عالية جدًا، مما يعني أن النتائج السالبة للتحاليل تعتبر أدلة حاسمة بأن الشخص غير مصاب بفيروس نقص المناعة البشرية (HIV). 
ويختلف العدد الفعلي بالطبع اعتمادًا على عدد المختبرين، وذلك لأن نتائج أي تحليل طبي (بافتراض أنه لا يوجد اختبار نسبة دقته 100%) تعتمد على الدرجة الابتدائية للإيمان به، أو الاحتمال المسبق بأن الشخص مصاب أو غير مصاب بهذا المرض. وعمومًا، يتم تقدير الاحتمال المسبق عن طريق انتشار المرض لدى مجموعة من السكان أو في منطقة اختبار معينة. وتأخذ القيمة التنبؤية الموجبة والقيمة التنبؤية السالبة لكل الفحوصات، بما فيها تحاليل فيروس نقص المناعة البشرية (HIV) بعين الاعتبار الاحتمال المسبق للإصابة بمرض بالإضافة إلى دقة التحليل لحسم درجة جديدة من التصديق بأن الفرد مصاب بمرض أم لا (أيضًا يعرف بالاحتمال الخلفي). وتزداد احتمالية أن التحليل الموجب يشير إلى عدوى بفيروس نقص المناعة البشرية (HIV) بازدياد معدل انتشار فيروس نقص المناعة البشرية (HIV) في السكان. وعلى العكس، فإن القيمة التنبؤية السالبة تقلّ عند ازدياد معدل انتشار فيروس نقص المناعة البشرية (HIV). لذلك فإن التحليل الإيجابي في مجموعة السكان الأكثر عرضة لخطر الإصابة، كالأشخاص الذين ينخرطون بممارسة الجنس الشرجي مع شركاء غير معروفين، من المرجح أن يُظهِروا عدوى فيروس نقص المناعة البشرية (HIV) البشرية بشكل صحيح أكثر من مجموعة السكان غير معرضين للخطر، كالمتبرعين بالدم الغير مدفوع الأجر.
وأكدت العديد من الدراسات دقة الطرق الحديثة المتبعة لتحليل فيروس نقص المناعة البشرية (HIV) في الولايات المتحدة الأمريكية، وقدمت التقارير معدلات للنتيجة الإيجابية الخاطئة من 0.0004 إلى 0.0007، ومعدلات للنتيجة السلبية الخاطئة من 0.003 في عامة السكان.

## اختبار المستضدات
يكشف اختبار مولد الضد p24 وجود بروتين p24 الخاص بمرض نقص المناعة المكتسبة، وتكون الأجسام المضادة وحيدة النسيلة المخصصة للبروتين P24 مختلطة مع دم الشخص. وسوف يلتصق أي من بروتينات P24 الموجودة في دم الشخص بالأجسام المضادة وحيدة النسيلة، وتلتصق الأجسام المضادة المرتبطة بالإنزيم إلى الأجسام المضادة لـP24، مما يؤدي إلى تغيير اللون إذا كان P24 موجود في العينة. 
ولم يعد يُستخدم هذا الاختبار بشكل روتيني في الولايات المتحدة أو الاتحاد الأوروبي لفحص الدم المتبرع به، حيث كان الهدف هو الحد من مخاطر النتائج السلبية الكاذبة في النافذة الزمنية. وإن الاختبارات القائمة على الحمض النووي (NAT) هي أكثر فعالية لهذا الغرض، ولم يعد اختبار المستضد P24 مطلوبا عند إجراء اختبار NAT.
اختبار الأجسام المضادة p24 ليس مفيدا للتشخيص العام، حيث أنه غير حساس ويعمل فقط خلال فترة زمنية قصيرة بعد حدوث الإصابة، حيث أن وجود ضد P24 يقل؛ بسبب زيادة إنتاج الجسم للأجسام المضادة لروتينات P24، مما يجعل من الصعب الكشف عن P24 في وقت لاحق. 

## اختبارات الجمع بين مولد الضد والجسم المضاد
تم تصميم مزيج أو اختبار الجيل الرابع؛ للكشف عن كل من مستضد P24 والأجسام المضادة لفيروس نقص المناعة البشرية في اختبار واحد، ويمكن أن تكشف اختبارات الدمج عن فيروس نقص المناعة البشرية في وقت مبكر من 2 إلى 6 أسابيع بعد الإصابة، كما أنه يُوصى بها في الاختبارات المعملية.

## الاختبارات القائمة على الحمض النووي
تكشف الاختبارات القائمة على الأحماض الأمينية القائمة عن واحد أو أكثر من العديد من السلاسل المستهدفة الموجودة في جينات محددة لفيروس نقص المناعة البشرية، مثل HIV-I GAG، HIV-II GAG HIV-env، HIV-pol. وبما أن هذه الاختبارات مكلفة نسبيا، يتم فحص الدم عن طريق تجميع 8- 24 عينة أولا، ثم اختبارها مع بعضها البعض، وإذا كان نتيجة اختبارات العينة إيجابية، يتم إعادة الاختبار لكل عينة على حدة. وعلى الرغم من أن ذلك يؤدي إلى انخفاض كبير في التكاليف، إلا أن تخفيف الفيروس في العينات المجمعة يقلل من حساسية فعالية الاختبار، وإطالة النافذة الزمنية 4 أيام (على افتراض أن التخفيف 20 ضعف). ومنذ عام 2001، تم فحص الدم المتبرع في الولايات المتحدة عن طريق الاختبار القائم على الحمض النووي، مما قلل النافذة الزمنية بين العدوى والكشف عن المرض إلى 17 يوما في المتوسط. ويهدف إصدار مختلف من هذا الاختبار لاستخدامه بالاقتران مع الحالات السريرية وعلامات تقدم المرض المعملية الأخرى لعلاج المرضى المصابين بـHIV-1. 
وفي اختبار تفاعل البوليميراز المتسلسل لإنزيم النسخ العكسي (RT- PCR)، يتم استخراج الحمض النووي الريبوزي الفيروسي (RNA) من بلازما المريض، ويتم التعامل معه بواسطة إنزيم النسخ العكسي (RT) لتحويل الحمض النووي الريبوزي الفيروسي إلى الحمض النووي الريبوزي منقوص الأكسجين المتمم (cDNA)، ثم يتم تطبيق عملية تفاعل البلمرة المتسلسل (PCR)، وذلك باستخدام بادئات فريدة من نوعها لجينوم الفيروس. وبعد اكتمال تضخيم الـ PCR، يكون الـDNA الناتج مهجن إلى بعض النيوكليوتيدات المحددة (oligonucleotides) ملتصقة بجدار الوعاء الدموي، ويتم جعلها مرئية عن طريق مسبار مرتبط بالإنزيم. ويمكن قياس كمية الفيروس في العينة بدقة كافية؛ للكشف عن ثلاثة أضعاف التغيرات.
وفي اختبار الحمض النووي المتشعب (bDNA Quantiplex)، تخضع البلازما إلي الطرد المركزي؛ لتركيز الفيروس الذي يفتح لإطلاق الحمض النووي الرايبي الخاص به، ثم تُضاف عدة نيوكليوتيدات خاصة ترتبط مع RNA الفيروسي وبعض النيوكليوتيدات المرتبطة بجدار الوعاء الدموي. وبهذه الطريقة، يتم تثبيت الحمض النووي الريبي الفيروسي على الجدار، ثم يتم إضافة نيوكليوتيدات جديدة ترتبط في عدة مواقع لهذا الـRNA، كما ترتبط نيوكليوتيدات أخرى في عدة مواقع لتلك النيوكليوتيدات، ويتم ذلك لتضخيم الإشارة. وأخيرا، تضاف النيوكليوتيدات المرتبطة بالنيوكليوتيدات السابقة والمرتبطة بالإنزيم، ويؤدي عمل الإنزيم إلى رد فعل ملون يمكن من خلاله معرفة كمية الحمض النووي الريبي الفيروسي في العينة الأصلية، وتم التحقق من صحة رصد آثار العلاج المضاد لفيروسات النسخ العكسي من خلال القياسات التسلسلية لـ RNA بلازما HIV-1 بهذا الاختبار بالنسبة للمرضى الذين يعانون من أحمال فيروسية تزيد عن 25000 نسخة في المليلتر الواحد.

## الفحص
أعلنت حكومة جنوب أفريقيا عن خطة لبدء إجراء فحص عن فيروس نقص المناعة البشرية في المدارس الثانوية في مارس 2011، وقد ألغيت هذه الخطة بسبب الخوف من أن تنتهك خصوصية التلميذ، فالمدارس عادة ليس لديها مرافق سرية آمنة لهذه المعلومات، والمدارس بشكل عام ليس لديهم القدرة على تقديم الإرشادات اللازمة للتلاميذ المصابين بفيروس نقص المناعة البشرية. وفي جنوب افريقيا، يستطيع أي شخص يزيد عمره عن 12 طلب إجراء اختبار نقص المناعة البشرية (الإيدز) دون علم أو موافقة الوالدين. وتم اختبار ما يقرب من 80000 تلميذ في ثلاث محافظات تحت هذا البرنامج قبل أن ينتهي. 

## اختبارات أخرى اُستخدمت في علاج فيروس نقص المناعة البشرية
لا يعتبر عد كتلة التمايز 4 للخلايا التائية المساعدة (CD4 T-cell count) اختبارا لفيروس نقص المناعة، إنما هو إجراء يتم من خلاله تحديد عدد CD4 T-cells في الدم. ويستخدم لمراقبة وظيفة الجهاز المناعي لدى الأشخاص المصابين بفيروس الإيدز. ويعتبر انخفاض عدد خلايا كتلة التمايز 4 (CD4) علامة على تطور الإصابة بفيروس نقص المناعة البشرية، ويتراوح عدد CD4 الطبيعي من 500 خلية/ مل تكعيب إلى 1000 خلية/ مل تكعيب. وفي الناس المصابين بنقص المناعة الفيروسية، يُشخَص الإيدز عندما ينخفض العدد إلى أقل من 200 خلية/ميكرولتر أو عند حدوث بعض العدوى الانتهازية، وتم اختيار القيمة 200؛ لأنها تتوافق مع احتمال الزيادة الكبيرة للعدوى الانتهازية، وانخفاض عدد خلايا CD4 في الأشخاص المصابين بالإيدز هي مؤشرات إلى أنه يجب استخدام العلاج الوقائي ضد أنواع معينة من العدوى الانتهازية. 
ويرتبط انخفاض أعداد خلية CD4 مع مجموعة متنوعة من الظروف، بما في ذلك العديد من الالتهابات الفيروسية، والتهابات البكتيرية، والالتهابات الطفيلية، وتعفن الدم، والسل، والحروق، والصدمات النفسية، وحقن الأجسام الغريبة في الوريد، وسوء التغذية، والإفراط في ممارسة الرياضة، والحمل، والتباين اليومي العادي، والإجهاد النفسي، والعزلة الاجتماعية.
ويستخدم هذا الاختبار أيضا في بعض الأحيان لتقدير وظيفة الجهاز المناعي للأشخاص الذين يعانون من اختلال في خلايا CD4 T لأسباب أخرى غير العدوى بفيروس نقص المناعة البشرية، والتي تشمل أمراض الدم، والعديد من الاضطرابات الوراثية، والآثار الجانبية للعديد من أدوية العلاج الكيميائي.
وبشكل عام، كلما انخفض عدد خلايا CD4 T، كلما انخفض أداء الجهاز المناعي. وتتراوح أعداد خلايا CD4 الطبيعية بين 500 و1500 خلية/ ميكروليتر، وتتغير الأعداد في الأشخاص الأصحاء وفقا لحالة العدوى الأخيرة، والتغذية، وممارسة الرياضة، وغيرها من العوامل. وغالبا ما يكون لدى النساء عدد خلايا أقل من الرجال. 

## انتقادات

### اختبارات فموية
نتيجة لزيادة معدلات النتائج الإيجابية الكاذبة مع اختبار فيروس نقص المناعة البشرية السريع عن طريق الفم في عام 2005، أضافت وزارة الصحة والنظافة العقلية في مدينة نيويورك خيار لاختبار finger-stick whole blood بعد أي نتيجة تفاعلية، وقبل استخدام اختبار لطخة ويسترن لتأكيد النتيجة الإيجابية. ومع التزايد في النتائج الإيجابية الخاطئة في مدينة نيويورك خلال نهاية عام 2007 وبداية عام 2008، اختارت العيادات إلى التخلي عن الاختبارات الفموية، واستخدام اختبار finger-stick whole blood. ومع ذلك استمر دعم استخدام عينات من السائل عن طريق الفم؛ بسبب شعبيتها في العيادات الصحية وسهولة الاستخدام. وذكر مدير برنامج مكافحة فيروس نقص المناعة البشرية للصحة العامة في مقاطعة الملك سياتل فشل الاختبارات الفموية السريعة في التعرف على 8 في المائة على الأقل من 133 أشخاص وُجِدوا أنهم مصابون بالاختبارات التشخيصية الأخرى. وتم وضع استراتيجيات لتحديد ومراقبة الجودة والمعدلات الإيجابية الكاذبة. ومن المفهوم أن أي رد فعل نتيجة اختبار OraQuick هو نتيجة إيجابية أولية سوف تتطلب دائما اختبار مؤكد، بغض النظر عن طريقة الاختبار، بينما استمرت عدة مواقع أخرى للاختبارات لم تشهد ارتفاعا في معدلات الإيجابية الكاذبة في استخدام ذلك الاختبار.

### إنكار الايدز
وُجِهت انتقادات لاختبارات فيروس نقص المناعة البشرية عن طريق منكرين الإيدز (مجموعة هامشية تعتقد أن فيروس نقص المناعة البشرية إما غير موجود أو غير ضار). وتم التحقق من دقة الاختبارات المصلية عن طريق عزل وزراعة فيروس نقص المناعة البشرية، وعن طريق الكشف عن الحمض الريبي النووي الريبي عن طريق تفاعل البوليميراز التسلسلي (PCR)، وهي «معايير رئيسية» مقبولة على نطاق واسع في علم الأحياء المجهرية. بينما يركز منكرو الإيدز على المكونات الفردية لاختبار فيروس نقص المناعة البشرية، فإن الجمع بين تحليل (ELISA) وتحليل لطخة ويسترن لتشخيص فيروس نقص المناعة البشرية يكون دقيقا مع انخفاض كبير في معدلات الإيجابية والسلبية الكاذبة كما هو موضح أعلاه. وتستند آراء ناكري الإيدز على تحليل انتقائي للغاية من الأوراق العلمية قديمة جدا، حيث أن هناك إجماع علمي واسع على أن فيروس نقص المناعة البشرية هو سبب الإيدز.

## اختبار احتيالي
كان هناك عدد من الحالات من الاختبارات المزورة التي تباع عن طريق النظام الإلكتروني أو الإنترنت لعامة الناس. وفي عام 1997، تم توجيه الاتهام لرجل من كاليفورنيا بتهمة الاحتيال الإلكتروني لبيع مجموعات من الاختبارات المنزلية. وفي عام 2004، طلبت لجنة التجارة الاتحادية الأمريكية من فيدرال اكسبرس والجمارك الأمريكية مصادرة شحنات أدوات الفحص المنزلي لفيروس نقص المناعة البشرية، التي تنتجها غريغوري ستيفن وونغ فانكوفر.
وفي فبراير 2005، أصدرت إدارة الغذاء والدواء الأمريكية تحذيرا من استخدام مجموعات اختبار فيروس نقص المناعة البشرية وأدوات الفحص المنزلية الأخرى، التي تسويقها من قِبَل وسائل إعلام جلوبس بكندا. 